# شهرستان گوی‌چای
گوی‌چای (به لاتین: Göyçay) بخشی در مرکز جمهوری آذربایجان است.